# Heterogene reactie
Een heterogene reactie is een chemische reactie tussen twee of meer stoffen die zich in verschillende fasen bevinden. Treedt er een chemisch evenwicht op bij zo'n reactie, dan spreekt men van een heterogeen evenwicht.
Heterogene reacties zijn bijvoorbeeld die tussen een gas en een vloeistof, tussen een vloeistof en een vaste stof of tussen een gas en een vaste stof. Een reactie die plaatsvindt aan het oppervlak van een katalysator die als afzonderlijke fase aanwezig is, is ook een heterogene reactie.
Het tegenovergestelde van een heterogene reactie is een homogene reactie.

## Voorbeeld
Een voorbeeld van een heterogene reactie is deze van natrium (vast) met water (vloeibaar):
{\displaystyle {\ce {2Na + 2H2O -> 2Na+ + 2OH- + H2}}}

## Heterogeen evenwicht
Als men spreekt van een heterogeen evenwicht, dan zijn de concentraties van de vaste stoffen constanten. Zij hebben dus geen invloed op de ligging van het chemisch evenwicht en mogen weggelaten worden uit de concentratiebreuk (ze zijn de facto gelijk aan 1).